# Baruch Hagai
Baruch Hugai (Hebreeuws: ברוך חגאי) (Tripoli, 1944) is een tafeltennisser en basketbalspeler uit Israël die paralympisch kampioen is.

## Leven
Baruch Hugai werd geboren in Libië in een gezin met dertien kinderen. Op zijn tweede kreeg hij polio. Op zijn vijfde ging hij samen met zijn familie op alia naar Israël. Het gezin vestigde zich in Tel Aviv en Baruch werd er behandeld voor zijn ziekte. Hij kon er ook studeren en haalde een diploma van technicus. Gedurende 40 jaar (tussen 1960 en 2000) werkte hij eerst als technicus en later als projectmanager bij een bussenfabriek.

## Sportcarrière
In 1960 was hij een van de eerste Israëlische gehandicapten die toe trad in een sportcentrum. Hij speelde toen tafeltennis en rolstoelbasketbal. Hij werd geselecteerd in het nationale team en speelde er 66 keer in mee. Met tafeltennis haalde hij 4 gouden medailles op de Paralympische Spelen.  
Na zijn sportcarrière werd hij hoofdcoach bij een sportcentrum.
in 1986 werd hij door het Internationaal Olympisch Comité opgedragen als man van de vrede en in 2001 kreeg hij in Israël de Prijs voor Sport.

## Belangrijkste prestaties

### 1964
- , 50 m schoolslag, Paralympische Spelen in Tokio
- , tafeltennis, enkelspel, Paralympische Spelen in Tokyo
- , tafeltennis dubbelspel, Paralympische Spelen in Tokyo

### 1968
- , tafeltennis enkel- en dubbelspel, Paralympische Spelen in Tel Aviv.
- , rolstoelbasketbal, Paralympische Spelen in Tel Aviv

### 1971
- Europees en Wereldkampioen rolstoelbasketbal

### 1972
- , tafeltennis, enkelspel, Paralympische Spelen in Heidelberg

### 1975
- Wereldkampioen rolstoelbasketbal

### 1976
- , tafeltennis, enkelspel, Paralympisch Spelen in Toronto

### 1980
- , rolstoelbasketbal, Paralympische Spelen in Arnhem